# Där de gröna myrorna drömmer
Där de gröna myrorna drömmer (tyska: Wo die grünen Ameisen träumen) är en tysk dramafilm från 1984 i regi av Werner Herzog.

## Utmärkelser
Filmen vann Tyska filmpriset för bästa film 1984.

## Roller i urval
- Bruce Spence - Phillip Braun
- Wandjuk Marika - Miliritbi
- Roy Marika - Dayipu
- Ray Barrett - Cole
- Norman Kaye - Baldwin Ferguson
- Ralph Cotterill - Fletcher
- Nico Lathouris - Arnold
- Basil Clarke - Richter Blackburn
- Tony Llewellyn-Jones - Fitzsimmons
- Hugh Keays-Byrne - gruvchef